# テムズ (ニュージーランド)
テムズ（マオリ語: Pārāwai）はニュージーランドの北島にあるコロマンデル半島の南西にある町。 
テムズ湾のワイホウ川の河口近くに位置しています。テムズはテムズ・コロマンデル地区評議会に所属。
The マオリ（Māori) イウィ（iwi） are Ngāti Maru, who are descendants of Marutuahu's son Te Ngako. Ngāti Maru is part of the Ngati Marutuahu confederation of tribes or better known as Hauraki Iwi.
1870年代には約15,000人がテムズに住んでいた。1881年には4,500人まで減少したが、それから少しずつ人口は増加。テムズはコロマンデル半島最大の町。
Until 2016, a historical oak tree that was planted by Governor George Grey stood on the corner of Grey and Rolleston streets.

## 人口統計
テムズの面積は16.99 km2 (6.56 sq mi)で2024年7月には1㎢あたり425人が住んでいて、町全体で約7,220人が住んでいます。
テムズの人口は2023年現在7,212人で2018年から132人(-1.8%)減少。また、2013年から225人(3.2%)増加。 男性は3,405人、女性は3,786人で21人はその他の性別。
3.3%の人はLGBTIQ+と自認しています。平均年齢は、54.9歳(国内の平均は38.1歳)です。15歳以下の人は993人(13.8%)、15-29歳の人は879人(12.2%)、30-63歳の人は2,787人(38.6%)、65歳以上の人は2,553人(35.4%)です。 